# ستيفان ريهن
ستيفان ريهن (بالسويدية: Stefan Rehn)‏ (مواليد 22 سبتمبر 1966) هو لاعب كرة قدم. يلعب مع منتخب السويد لكرة القدم. سبق له أن لعب في كأس العالم لكرة القدم مع منتخب بلاده.

## روابط خارجية
- ستيفان ريهن على موقع الاتحاد الدولي (مؤرشف)  (الإنجليزية)
- ستيفان ريهن على موقع اتحاد السويد (السويدية)
- ستيفان ريهن على موقع قاعدة بيانات كرة القدم.إي يو (الإنجليزية)
- ستيفان ريهن على موقع ناشيونال فوتبول تيمز (الإنجليزية)
- ستيفان ريهن على موقع عالم كرة القدم.نت (الإنجليزية)
- ستيفان ريهن على موقع أوليمبيديا (الإنجليزية)
- ستيفان ريهن على موقع اللجنة الأولمبية السويدية (السويدية)